# Trại hủy diệt Chełmno
Trại hủy diệt Chelmno (tiếng Đức: Vernichtungslager Kulmhof) được xây dựng trong thế chiến II, là một trại hủy diệt của Đức Quốc xã nằm 50 km (31 dặm) về phía bắc của thành phố Łódź, gần làng Ba Lan Chelmno nad Nerem (tiếng Đức: Kulmhof an der Nehr). Sau cuộc xâm lược Ba Lan năm 1939 Đức thôn tính khu vực này vào lãnh thổ mới của Reichsgau Wartheland nhằm hoàn thành quá trình "Đức hóa" của họ; trại được thiết lập đặc biệt để thực hiện thanh lọc sắc tộc thông qua các vụ giết người hàng loạt. Trại hoạt động từ ngày 08 tháng 12 năm 1941 song song với hoạt động Reinhard trong giai đoạn nguy hiểm nhất của Holocaust, và một lần nữa từ 23 tháng 6 năm 1944 đến ngày 18 tháng 1 năm 1945 trong trận phản công của Liên Xô. Những người Do Thái Ba Lan của Łódź Ghetto và người dân địa phương của Reichsgau Wartheland (Warthegau) đã bị tiêu diệt tại trại này. Năm 1943, họ đã thay đổi cách giết người của trại vì các nhà tiếp tân đã được tháo dỡ.
Ít nhất có 152.000 người (Bohn) đã bị giết chết trong trại, mặc dù theo truy tố của Tây Đức, trích dẫn số liệu của Đức Quốc xã trong các tòa án diệt chủng Chelmno 1962-1965, cho thấy trại chịu trách nhiệm cho ít nhất 180.000 nạn nhân. Các ước tính chính thức Ba Lan, trong giai đoạn sau chiến tranh sớm, đã gợi ý con số cao hơn nhiều, lên đến tổng cộng 340.000 đàn ông, phụ nữ và trẻ em. Bảo tàng tử đạo Kulmhof (pl) cung cấpcon số khoảng 200.000 người, phần lớn trong số họ là người Do Thái của tây miền trung Ba Lan, cùng với Romani từ khu vực, cũng như người Do Thái nước ngoài từ Hungary, Bohemia, Moravia, Đức, Luxemburg, và Áo vận chuyển đến Chelmno qua Łódź Ghetto. Các nạn nhân đã bị giết bằng cách sử dụng xe hơi ngạt. Chelmno là một nơi thử nghiệm đầu trong việc phát triển các chương trình diệt chủng của phát xít Đức, tiếp tục trong giai đoạn tiếp theo của Holocaust trong giai đoạn chiếm đóng Ba Lan.
Quân đội Nga chiếm được thị trấn Chelmno vào ngày 17, năm 1945. Đến lúc đó, Đức quốc xã đã bị phá hủy bằng chứng về sự tồn tại của trại, không để lại một tù nhân nào. Một trong những người sống sót tại trại, mười lăm tuổi vào thời điểm đó đã làm chứng rằng chỉ có ba người đàn ông Do Thái đã trốn thoát thành công từ Chelmno. Bách khoa toàn thư Holocaust đưa ra con số bảy người Do Thái trốn thoát trong đầu những năm 1940; trong số đó, các tác giả của báo cáo Grojanowski viết dưới một cái tên giả là Szlama Ber Winer, tù nhân từ Sonderkommando Do Thái thoát duy nhất, sau đó đã chết tại Bełżec trong quá trình tiêu diệt một khu Ghetto của người Do Thái tại Đức chiếm đóng Ba Lan. Vào tháng 6 năm 1945, hai người sống sót làm chứng tại phiên tòa xử nhân viên trại ở Łódź. Ba người sống sót nổi tiếng nhất đã làm chứng về Chelmno ở vụ xét xử năm 1961 đối với Adolf Eichmann ở Jerusalem. Hai người sống sót cũng làm chứng tại các vụ xét xử nhân viên trại tiến hành trong 1962-1965 của Tây Đức.